# بيتر فان إيك
بيتر فان إيك (بالألمانية: Peter van Eyck)‏ هو ممثل أمريكي وألماني، ولد في 16 يوليو 1913 في ألمانيا، وتوفي في 15 يوليو 1969 في سويسرا بسبب مرض.

## أعمال

### أفلام
- (1955) السيد أركيدين
- (1962) أطول يوم[4][5]

## وصلات خارجية
- بيتر فان إيك على موقع IMDb (الإنجليزية)
- بيتر فان إيك على موقع روتن توميتوز (الإنجليزية)
- بيتر فان إيك على موقع مونزينجر (الألمانية)
- بيتر فان إيك على موقع ألو سيني (الفرنسية)
- بيتر فان إيك على موقع أول موفي (الإنجليزية)
- بيتر فان إيك على موقع قاعدة بيانات الأفلام السويدية (السويدية)
- بيتر فان إيك على موقع ديسكوغز (الإنجليزية)
- بيتر فان إيك على موقع قاعدة بيانات الفيلم (الإنجليزية)
- بيتر فان إيك على موقع كينوبويسك (الروسية)